# Taeh Baruah
Taeh Baruah is een bestuurslaag in het regentschap Lima Puluh Kota van de provincie West-Sumatra, Indonesië. Taeh Baruah telt 8061 inwoners (volkstelling 2010).